# Assonance (Jarrell)
Assonance (ou Assonance no 1) est une œuvre pour clarinette seule de Michael Jarrell composée en 1983. Cette pièce est la première d'un cycle éponyme dit des « assonances » qui servira de brouillon ou d'esquisse pour ces travaux de composition pour un ou plusieurs instruments, en résonance avec les  « Sequenza » de Luciano Berio. 

« Les vers des plus anciens poèmes français n'ont pas de rimes, mais seulement des assonances... »

— Michael Jarrell
La pièce a reçu le Prix Acanthes en 1984.
La pièce est publiée aux Éditions Henry Lemoine.

## Analyse
Dans Assonance, le compositeur se limite à définir un état instrumental expérimentalement possible mais « se heurte aux limites d'une écriture musicale qui intègre elle-même les limites de l'instrument ».
Le compositeur définit dans son écriture deux types de sons multiphoniques:
- « ceux entre parenthèses à caractère imprécis
- ceux sans parenthèses qu'il faut jouer avec une grande exactitude[1]...»

## Enregistrements
- Solos : ...some leaves II... - Offrande - Assonance - Assonance VII - Prisme avec Ch. Desjardins - F. Cambreling - Paul Meyer - F. Jodelet - H.-S. Kang (aeon AE0101, 2003)
- Nicolas Baldeyrou, Dialogues (Klarthe K101, 2020)[1].